# 오레스테스 킨델란
오레스테스 킨델란 올리바레스(스페인어: Orestes Kindelán Olivares, 1964년 11월 1일~)는 쿠바의 야구 선수, 지도자이다. 쿠바 국가대표 선수로서 국제 대회에서 여러 메달을 획득했고 올림픽에서는 1992년과 1996년 하계 올림픽 금메달, 1996년 하계 올림픽 은메달을 획득했다.
쿠바 국가대표 권투 선수 출신 올림픽 금메달리스트인 마리오 킨델란의 사촌형이다.